# Lac la Cave
Le lac la Cave est un plan d'eau traversé par la rivière des Outaouais laquelle délimite la frontière entre le Québec et l'Ontario, au Canada.

## Géographie
Le barrage érigé sur la rivière des Outaouais et situé au nord-ouest de la municipalité de Mattawa (Ontario), engendre ce plan d'eau.
Les principaux affluents du lac la Cave sont :
- côté nord-est (Québec) : (en partant de l'aval) rivière Antoine, rivière Serpent ;
- côté sud-ouest (Ontario) : (en partant de l'aval) Bangs Creek, Alexis Creek.

Une baie profonde de 2,4 km s'étire sur la rive sud-ouest en Ontario, à partir de l'île Dupras, pour aller recueillir les eaux de Bags Creek.

## Toponymie
Le toponyme « Lac la Cave » a été officialisé le 5 décembre 1968 à la Commission de toponymie du Québec.